# Coptengis
Coptengis é um género de coleópteros da família Erotylidae.